# Savage (rivière)
Pour les articles homonymes, voir Savage.
La rivière Savage est un cours d'eau de 47,5 km de long, situé dans le Comté de Garrett dans le Maryland. C'est le premier affluent majeur du Potomac en partant de sa source.

## Histoire
La rivière fut nommée au XVIIIe siècle en l'honneur du géomètre John Savage (en).

## Sports et Loisirs

### Pêche
Le Corps du génie de l'armée des États-Unis est chargé du maintien en état de barrage de la rivière pour en contrôler les risques d'inondations et permettre son utilisation ludique. C'est aussi un site réputé de pêche à la truite brune, à la truite arc-en-ciel, au saumon de fontaine et parfois à la truite fardée.

### Canoë-kayak

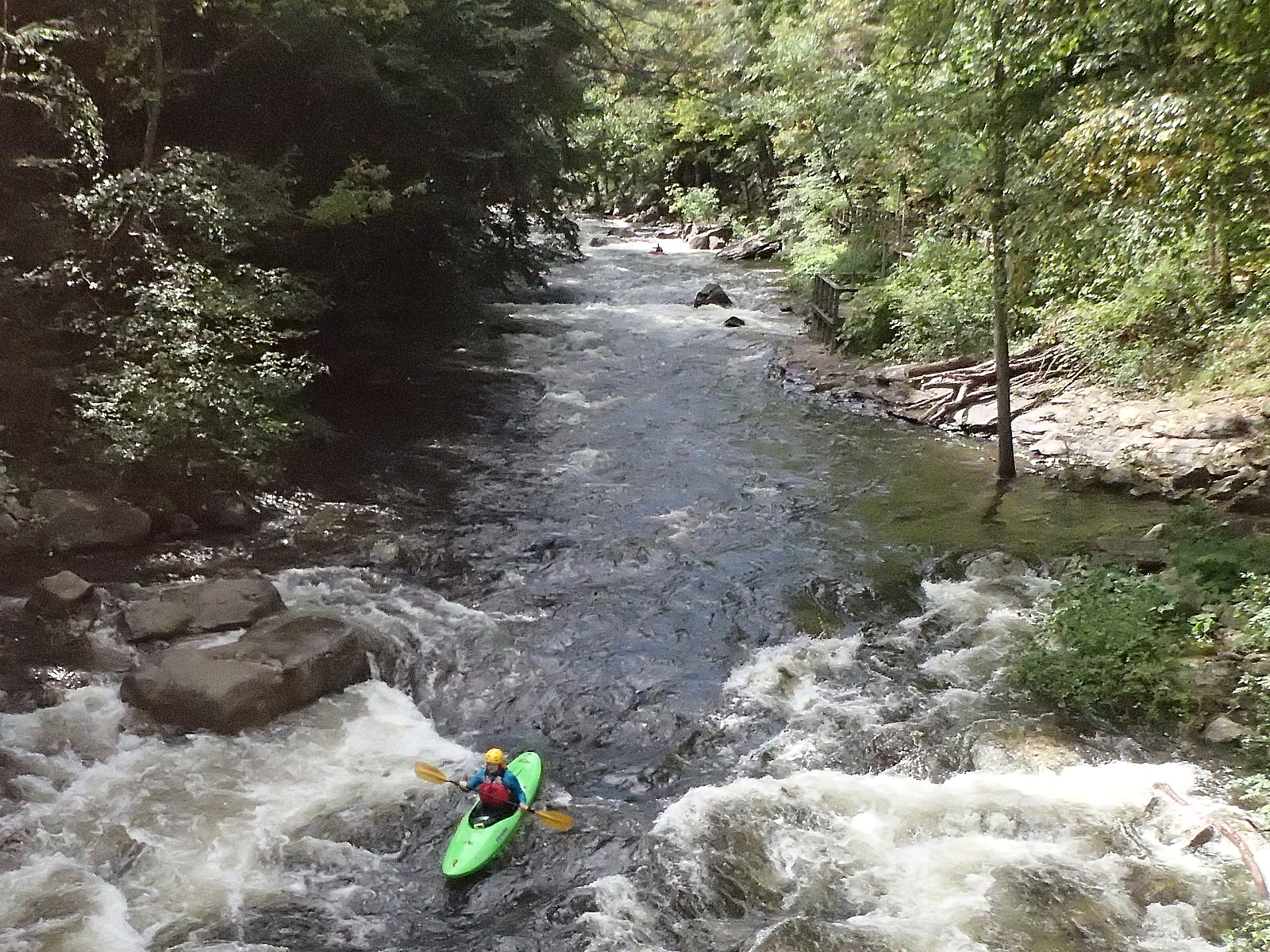
La rivière Savage, lors d'un lâcher d'eau du barrage.

Les derniers 7,2 km de la rivière du barrage du réservoir Savage River Dam à sa confluence avec le Potomac à Bloomington sont destinés aux compétitions de descente et de slalom de canoë-kayak lorsqu'une quantité d'eau suffisante reste dans le réservoir du barrage. En 2011, il y a eu trois journées de lâchés d'eau pour ces activités : deux en juin et une en septembre.
La rivière Savage a été choisie pour les sélections aux jeux Olympiques et fut le site du championnat du monde 1989 les 24 et 25 juin 1989. Le point de départ des embarcations pour l'épreuve de descente était situé à 1,1 km en aval du barrage, là où l'autoroute croise la rivière. La section de la course du slalom commence 800 m en aval, sous le barrage Piedmont et se termine 560 m plus bas en vue des stands sous la passerelle suspendue.
La compétition de 1989 était la première étape du championnat du monde à se dérouler aux États-Unis. L'occasion suivante eut lieu un quart de siècle plus tard en 2014, quand elles eurent lieu sur le parcours artificiel près du parc : Adventure Sports Center International (en). Il fut construit en 2007, étant une alternative plus facilement accessible que le site naturel de la rivière.
Le gradient moyen pour la section d'eau vive de la Savage River est de 14 m/km (1,4 %), avec une portion de 19 m/km (1,9 %), donnant des rapides d'eau vive de classe III à III+ dans la zone typique avec un débit de 23 m3/s. Les passages sont rapides et continus, avec très peu de spots d'eau calme et de tourbillons.